# Dolná Mariková
Dolná Mariková je naseljeno mjesto u okrugu Považská Bystrica u Trenčínskom kraju u Slovačkoj.

## Stanovništvo
| Godina:     | 1993. | 2003.   | 2013.   | 2023.   |
| ----------- | ----- | ------- | ------- | ------- |
| Broj ljudi: | 1565  | 1478    | 1422    | 1424    |
| Razlika:    |       | -5,55 % | -3,78 % | +0,14 % |

| Godina:     | 2022. | 2023.   |
| ----------- | ----- | ------- |
| Broj ljudi: | 1429  | 1424    |
| Razlika:    |       | -0,34 % |

Prema podacima o broju stanovnika iz 2023. godine naselje je imalo 1424 stanovnika.

## Vanjske poveznice
|  | Zajednički poslužitelj ima još gradiva o temi Dolná Mariková |

- Službena stranica naselja (sl.)